# Adele du Plooy
Adele du Plooy (Johannesburg, 11 ottobre 1980) è una schermitrice sudafricana.
Ha partecipato ai Giochi di Pechino 2008, gareggiando, sia in individuale che a squadra, negli incontri di sciabola.